# ديفيد دوغلاس (لاعب كرة قدم أمريكية)
ديفيد دوغلاس (بالإنجليزية: David Douglas)‏ هو لاعب كرة قدم أمريكية أمريكي، ولد في 20 مارس 1963 في سبرينغ سيتي في الولايات المتحدة، وتوفي في 27 فبراير 2016 في نوكسفيل في الولايات المتحدة بسبب سرطان.

## وصلات خارجية
- ديفيد دوغلاس على موقع مرجع كرة القدم المحترفة.كوم (الإنجليزية)
- ديفيد دوغلاس على موقع JustSportsStats.com (الإنجليزية)